# Station Terschuur
Station Terschuur (Tr) is een voormalig station in Terschuur en ligt aan de Oosterspoorweg, tussen Station Amsterdam Centraal en Station Zutphen. Het station werd geopend in 1888. Op 15 mei 1931 werd het station gesloten, om tussen 1942 en 1944 weer tijdelijk geopend te zijn.

Naast het station lag een kort aftakspoor voor het lossen van goederen (voornamelijk kolen), dat tot 1967 in gebruik bleef.